# 昌清寺
昌清寺（しょうせいじ）は、東京都文京区にある浄土宗の寺院。

## 歴史
元々、この地に国梵寺という真言宗の寺があり、廃寺となっていた。ここに龍誉上人が草庵を結んだのが元和元年(1615年)で、昌清寺の創建年とされている。その後、徳川忠長が兄・家光の勘気を蒙り自刃に追い込まれ、その正室松孝院が忠長の菩提を弔うために寛永後期（1634年 - 1645年）頃、堂宇を整えた。ただ正室の松孝院が開基となると、「罪人」忠長の菩提を弔う寺であることが明白なため、幕府に憚って、忠長の乳母だった昌清尼が建てたことにしたという。

## 墓所
- 昌清尼（開基、徳川忠長の乳母）
- 平田宗幸（鍛金家）

## 交通アクセス
- 水道橋駅より徒歩4分。